# Alliance & Leicester
Alliance & Leicester este o bancă britanică listată pe London Stock Exchange. Principalele produse pe care le oferă sunt cărțile de credit, asigurările, economiile personale și creditele ipotecare.